# Kosovo ved OL
Kosovo deltog i de olympiske lege for første gang ved Sommer-OL 2016 i Rio de Janeiro. Kosovos nationale olympiske komité (NOK) blev stiftet i 1992 og blev medlem af Den Internationale Olympiske Komité (IOK) i 2014. 
Fra 1920 til Vinter-OL 2002 deltog udøvere fra Kosovo som en del af Jugoslavien. Efter opløsningen af Jugoslavien har de deltaget som en del af Serbien og Montenegro og Serbien.  
Kosovo fik sin første olympiske medalje ved OL i 2016 da Majlinda Kelmendi tog guld i 52-kilosklassen for kvinder i judo.

## Medaljeoversigt
| Kosovos medaljer under de olympiske sommerlege | Kosovos medaljer under de olympiske sommerlege | Kosovos medaljer under de olympiske sommerlege | Kosovos medaljer under de olympiske sommerlege | Kosovos medaljer under de olympiske sommerlege | Kosovos medaljer under de olympiske sommerlege |                     | Kosovos medaljer under de olympiske vinterlege | Kosovos medaljer under de olympiske vinterlege | Kosovos medaljer under de olympiske vinterlege | Kosovos medaljer under de olympiske vinterlege | Kosovos medaljer under de olympiske vinterlege | Kosovos medaljer under de olympiske vinterlege |
| Lege                                           | Guld                                           | Sølv                                           | Bronze                                         | Totalt                                         | Rang                                           | Lege                | Guld                                           | Sølv                                           | Bronze                                         | Totalt                                         | Rang                                           |                                                |
| 1920–1988                                      | som en del af Jugoslavien                      | som en del af Jugoslavien                      | som en del af Jugoslavien                      | som en del af Jugoslavien                      | som en del af Jugoslavien                      | 1924–1992           | som en del af Jugoslavien                      | som en del af Jugoslavien                      | som en del af Jugoslavien                      | som en del af Jugoslavien                      | som en del af Jugoslavien                      |                                                |
| 1992 Barcelona                                 | som en del af Uafhængige olympiske deltagere   | som en del af Uafhængige olympiske deltagere   | som en del af Uafhængige olympiske deltagere   | som en del af Uafhængige olympiske deltagere   | som en del af Uafhængige olympiske deltagere   | 1924–1992           | som en del af Jugoslavien                      | som en del af Jugoslavien                      | som en del af Jugoslavien                      | som en del af Jugoslavien                      | som en del af Jugoslavien                      |                                                |
| 1996 Atlanta                                   | som en del af Jugoslavien                      | som en del af Jugoslavien                      | som en del af Jugoslavien                      | som en del af Jugoslavien                      | som en del af Jugoslavien                      | 1994 Lillehammer    | Deltog ikke                                    | Deltog ikke                                    | Deltog ikke                                    | Deltog ikke                                    | Deltog ikke                                    |                                                |
| 2000 Sydney                                    | som en del af Jugoslavien                      | som en del af Jugoslavien                      | som en del af Jugoslavien                      | som en del af Jugoslavien                      | som en del af Jugoslavien                      | 1998 Nagano         | som en del af Jugoslavien                      | som en del af Jugoslavien                      | som en del af Jugoslavien                      | som en del af Jugoslavien                      | som en del af Jugoslavien                      |                                                |
| 2004 Athen                                     | som en del af Serbien og Montenegro            | som en del af Serbien og Montenegro            | som en del af Serbien og Montenegro            | som en del af Serbien og Montenegro            | som en del af Serbien og Montenegro            | 2002 Salt Lake City | som en del af Jugoslavien                      | som en del af Jugoslavien                      | som en del af Jugoslavien                      | som en del af Jugoslavien                      | som en del af Jugoslavien                      |                                                |
| 2008 Beijing                                   | som en del af Serbien                          | som en del af Serbien                          | som en del af Serbien                          | som en del af Serbien                          | som en del af Serbien                          | 2006 Torino         | som en del af Serbien og Montenegro            | som en del af Serbien og Montenegro            | som en del af Serbien og Montenegro            | som en del af Serbien og Montenegro            | som en del af Serbien og Montenegro            |                                                |
| 2012 London                                    | som en del af Serbien                          | som en del af Serbien                          | som en del af Serbien                          | som en del af Serbien                          | som en del af Serbien                          | 2010 Vancouver      | som en del af Serbien                          | som en del af Serbien                          | som en del af Serbien                          | som en del af Serbien                          | som en del af Serbien                          |                                                |
| 2016 Rio de Janeiro                            | 1                                              | 0                                              | 0                                              | 0                                              | 54                                             | 2014 Sotji          | som en del af Serbien                          | som en del af Serbien                          | som en del af Serbien                          | som en del af Serbien                          | som en del af Serbien                          |                                                |
| 2020 Tokyo                                     |                                                |                                                |                                                |                                                |                                                | 2018 Pyeongchang    | 0                                              | 0                                              | 0                                              | 0                                              | -                                              |                                                |
| Totalt                                         | 1                                              | 0                                              | 0                                              | 0                                              |                                                | Totalt              | 0                                              | 0                                              | 0                                              | 0                                              |                                                |                                                |

## Medaljevindere
| Medalje | Navn              | År                  | Sport | Øvelse       |
| ------- | ----------------- | ------------------- | ----- | ------------ |
| Guld    | Majlinda Kelmendi | 2016 Rio de Janeiro | Judo  | 52 kg, Damer |